# Рехенберг-Біненмюле
Рехенберг-Біненмюле (нім. Rechenberg-Bienenmühle) — громада в Німеччині, розташована в землі Саксонія, на кордоні з Чехією. Входить до складу району Середня Саксонія.
Площа — 52,49 км2. Населення становить 1823 ос. (станом на 31 грудня 2020).